# Vienna Brass Connection
Die Vienna Brass Connection ist ein österreichisches Blechbläserensemble bestehend aus 17 Blechbläsern, 3 Schlagwerkern und einem Dirigenten. Die Musiker des Ensembles sind in zehn verschiedenen Orchestern (Wiener Philharmoniker, Wiener Staatsoper, Wiener Symphoniker, ORF Radio-Symphonieorchester Wien, Tonkünstler-Orchester Niederösterreich, Volksoper Wien, Bayerischen Staatsoper, WDR Sinfonieorchester, Oper Graz, Mozarteumorchester Salzburg) engagiert und/oder freischaffende Musiker.

## Geschichte
Das Ensemble wurde 2011 von Manuel Huber, Solohornist der Wiener Philharmoniker, und einigen seiner befreundeten Musikerkollegen gegründet. Anfangs waren sechs Trompeten, vier Posaunen/Euphonien, zwei Tuben, vier Wiener Hörner und drei Schlagwerker besetzt. 2012 wurde das Ensemble um eine Posaunenstelle erweitert, da dies bei vielen Arrangements benötigt wurde. Dirigiert wird die Vienna Brass Connection von Johannes Kafka. 2013 übernahm Stefan Obmann das Ensemblemanagement. 2013 erschien die erste CD, Take One, der Vienna Brass Connection beim österreichischen Label Preiser Records. In der Anfangszeit des Ensembles, so auch beim genannten Tonträger, lag der Schwerpunkt auf Filmmusik, später wurde er auf die unterschiedlichsten musikalischen Genres ausgeweitet. 2016 erschien die zweite CD Open Minded.

## Arrangements
Alle Bearbeitungen wurden exklusiv für die Vienna Brass Connection von Ensemblemitgliedern selbst oder von befreundeten Musikern wie Leonhard Paul, Thomas Asanger, Albert Wieder oder Josef Reif geschrieben.

## Aufnahmen
- Take One (Preiser Records, 2013)[8]
- Open Minded (Preiser Records, 2016)[9]
- Bruckner Gold (TSB Records, 2024)[10]